# Teehaus am Mooslahnerkopf

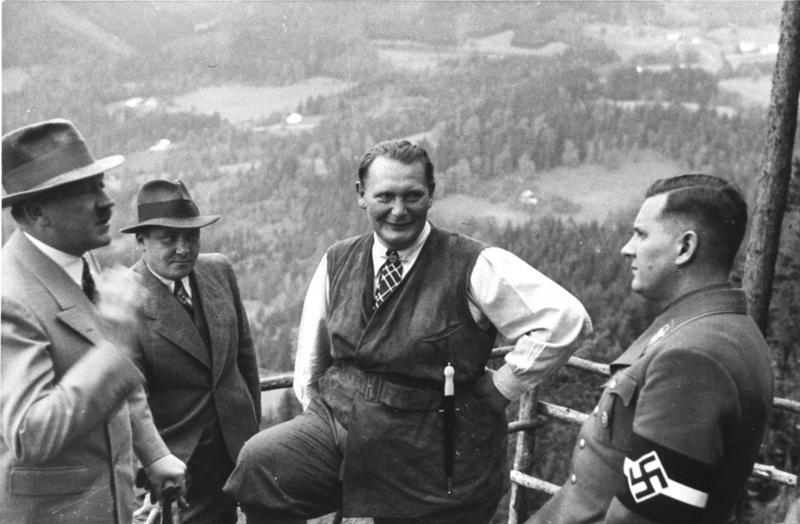
Adolf Hitler, Martin Bormann, Hermann Göring und Baldur von Schirach auf dem Obersalzberg am Eckerbichl

Das Teehaus am Mooslahnerkopf oder auch Teehaus am Moslanderkopf war ein Teehaus am Mooslahnerkopf, das für Adolf Hitler im Führersperrgebiet Obersalzberg errichtet wurde.

## Geschichte
Nachdem der Architekt Roderich Fick 1936 für Hitler das Haus Wachenfeld zum Berghof ausgebaut hatte, beauftragte Martin Bormann ihn mit der Errichtung des Teehauses am Mooslahnerkopf unweit des Domiziles in Obersalzberg. Im Werkverzeichnis wird es allerdings als Teehaus am Moslanderkopf aufgeführt, wie auch in den Architekturplänen und auch in den Erinnerungen von Eva Braun. Das zylindrische Teehaus wurde daraufhin 1937 errichtet und war Hitlers Lieblingsausflugsziel, das er im Gegensatz zum Kehlsteinhaus ausgiebig nutzte. Am 25. April 1945 wurde das Areal in Obersalzberg von der Royal Air Force angegriffen. Dabei erhielt das Teehaus wohl keinen Treffer. Das Haus wurde dann 1951–1952 durch die Amerikaner zerstört und rückgebaut, um ein Andenken an Hitler zu verhindern.

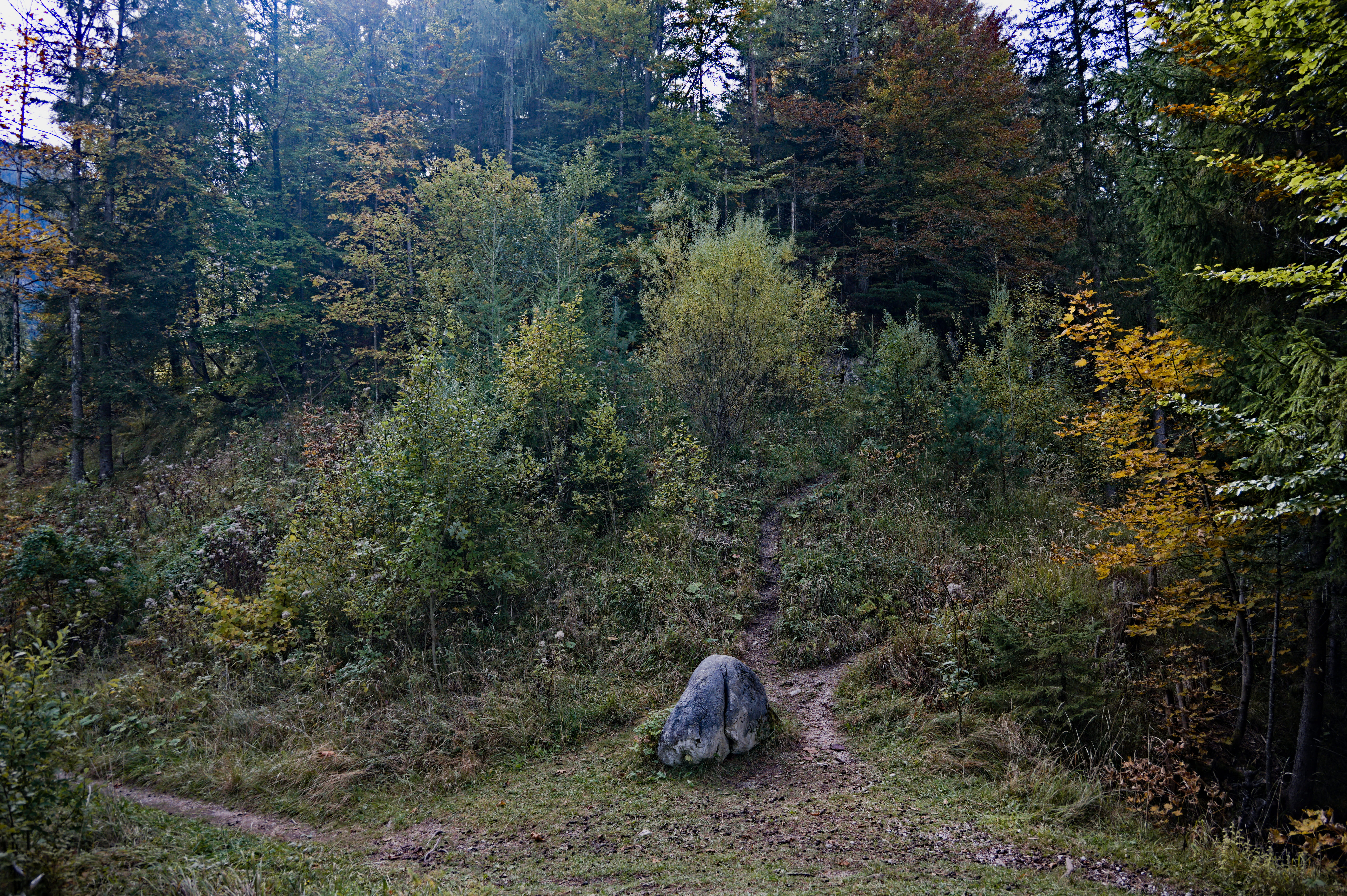
Der ehemalige Standort des Teehauses am Mooslahnerkopf.

Die Reste, die sich in der Nähe eines Golfplatzes befanden, wurden im August 2006, nach der Errichtung des InterContinental Berchtesgaden Resort, endgültig abgetragen.

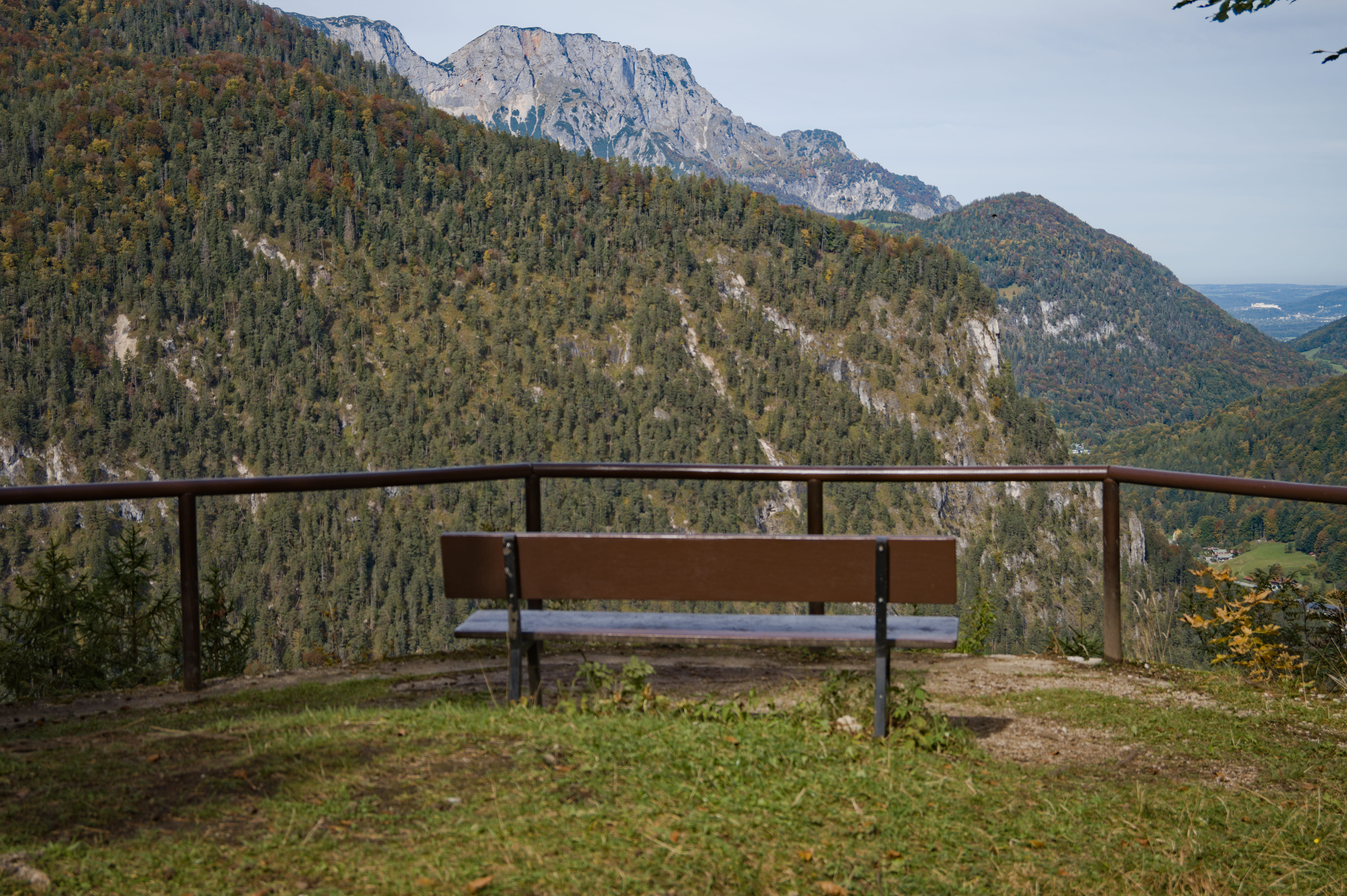
Die Aussichtsplattform am Mooslahnerkopf im Jahr 2022. Im Hintergrund ist die Festung Hohensalzburg erkennbar.

## Lage und Aussehen
Das Teehaus war direkt am Hang, einem Ausläufer des Hohen Gölls gebaut. Der Zentralrundbau hatte einen Durchmesser von 9 Metern und wurde durch drei große Fenster erhellt, die auch einen eingeschränkten Panoramablick in den Berchtesgadener Talkessel gestatteten. Auch an Stromzufuhr, Wasseranschluss und eine Kanalisation war gedacht worden. Der Eingang in das runde Teehaus war an der Hangseite zu finden. In der Mitte stand ein kreisrunder Tisch, um den gepolsterte Sessel arrangiert waren. Um das Zentralmobiliar gab es peripher weitere Sitzgelegenheiten. An den Rundbau schloss sich ein ca. 12 Meter langes, sechseckiges Wirtschaftsgebäude an. Im weiteren Areal – nicht für die Gäste sichtbar im umliegenden Wald verborgen – gab es Splitterschutzzellen und Gebäude für die Wachmannschaften.